# Luciano Duque
Luciano Duque de Godoy Sousa (Serra Talhada, 22 de fevereiro de 1960), é um político brasileiro. É deputado estadual de Pernambuco pelo SD.

## Biografia
Luciano Duque ocupa pela primeira vez uma cadeira na câmara estadual. Ele foi eleito em 2022 com 61.411 votos. Já exerceu o cargo de prefeito da cidade de Serra Talhada em Pernambuco por dois mandatos.